# Contea di Washoe
La contea di Washoe, in inglese Washoe County, è una contea dello Stato del Nevada, negli Stati Uniti. La popolazione al censimento del 2000 era di 409 085 abitanti. Il capoluogo di contea è Reno.

## Geografia fisica
La contea si trova nella parte nord-occidentale del Nevada. L'U.S. Census Bureau certifica che l'estensione della contea è di 16967 km², di cui 16426 km² composti da terra e i rimanenti 541 km² composti di acqua.
Reno ospita l'Università del Nevada. Nella contea si trova la Colonia Indiana Reno-Sparks che ospita Paiute, Shoshone e Washoe.

### Contee confinanti
- Contea di Humboldt  - est
- Contea di Pershing - est
- Contea di Churchill - est
- Contea di Lyon - sud-est
- Contea di Storey - sud
- Carson City - sud
- Contea di Placer (California) - sud-ovest
- Contea di Nevada (California) - ovest
- Contea di Sierra (California) - ovest
- Contea di Lassen (California) - ovest
- Contea di Modoc (California) - ovest
- Contea di Lake (Oregon) - nord
- Contea di Harney (Oregon)- nord-est

## Storia
La contea fu creata nel 1861 ed è una delle contee originarie del Nevada. Il nome deriva dai nativi Washoe che abitavano l'area. Il primo capoluogo era Washoe City, poi si spostò a Reno nel 1871.

## Comuni

### Città
- Reno
- Sparks

### Census-designated place
- Cold Springs
- Crystal Bay
- Empire
- Gerlach
- Golden Valley
- Incline Village
- Lemmon Valley
- Mogul
- Nixon
- Spanish Springs
- Sun Valley
- Sutcliffe
- Verdi
- Wadsworth
- Washoe Valley

## Strade principali
- Interstate 80
- Interstate 580
- U.S. Route 395
- Nevada State Route 651